# Altônia
Altônia este un oraș în Paraná (PR), Brazilia.